# Sara Vidorreta
Sara Vidorreta (* 18. Juni 1999 in Saragossa) ist eine spanische Schauspielerin.

## Leben und Karriere
Vidorreta wurde am 18. Juni 1999 in Saragossa geboren. Mit  18 Jahren zog sie nach Madrid. Ihr Debüt gab sie 2016 in der Fernsehserie Vis a vis. Anschließend trat sie 2019 in der zweiten Staffel der Telenovela La Reina del Sur als Rocío Aljarafe auf. Im selben Jahr spielte sie in Servir y proteger mit. Außerdem bekam Vidorreta in Secretos de Estado eine Hauptrolle. 2020 war sie in der neunten Staffel von Amar es para siempre zu sehen. 2024 setzte sie ihre Karriere in Viaje de Fin de Curso fort.

## Filmografie
Filme
- 2023: Enemigos
- 2024: Viaje de Fin de Curso

Serien
- 2016: Vis a vis
- 2017: iFamily
- 2019: Servir y proteger
- 2019: Secretos de Estado
- 2020–2021: La Reina del Sur
- 2020: El Cid
- 2023: Segunda Muerte
- 2024: 4 estrellas